# بيترو فيريرو جونيور
بيترو فيريرو جونيور (بالإيطالية: Pietro Ferrero)‏ هو رائد أعمال وشوكولاتي وشخصية أعمال إيطالي، ولد في 11 سبتمبر 1963 في تورينو في إيطاليا، وتوفي في 18 أبريل 2011 في كيب تاون في جنوب أفريقيا بسبب نوبة قلبية.